# The Forbidden Dance
The Forbidden Dance é um filme norte-americano dirigido por Greydon Clark e estrelado pela ex-Miss EUA, Laura Harring em 1990.
Para o crítico brasileiro Renzo Mora este filme integra um dos 25 piores de todos os tempos.

## Sinopse
Nisa (Laura Harring), uma bela princesa do Brasil, que se preocupa em acabar com a destruição de sua vila e da floresta tropical por uma grande corporação multinacional, viaja para Los Angeles para se encontrar com Benjamin Maxwell (Richard Lynch), o presidente da empresa. Mas sua visita é em vão, ela é avisada para marcar um encontro. Desanimada e desencorajada, Nisa aceita um emprego como empregada doméstica para se manter na América e finalmente ter o encontro. Porém ela se apaixona por Jason (Jeff James), o belo filho dos patrões. Ela decide ensiná-lo a apaixonada e erótica dança de sua terra... Lambada. Juntos eles decidem que a única maneira da mensagem chegar ao povo americano é entrando num concurso de Lambada. Mas Ashley (Barbra Brighton), a ex-namorada de Jason, se une a Benjamin Maxwell, ele para impedir que sua empresa seja denunciada e ela pra se vingar por ter sido preterida por Nisa. Jason e Nisa estão dispostos a não se deterem em nada que os mantenha fora da pista de dança.

## Elenco
- Laura Harring - Nisa
- Jeff James - Jason Anderson
- Angela Moya - Carmen
- Sid Haig - Joa
- Shannon Farnon - Katherine Anderson
- Linden Chiles - Bradley Anderson
- Pilar Del Rey - Rainha
- Rueben Moreno - Rei
- Barbra Brighton - Ashley Wells
- Richard Lynch - Benjamin Maxwell
- Miranda Garrison - Mickey
- Tom Alexander - Kurt
- Connie Woods - Trish
- Steven Williams - Weed (creditado como Steven Lloyd Williams)
- Remy O' Neil - Robin
- Charles Meshack - Eddie
- Sabrina Mance - Cami
- Kenny Johnson - Dave
- Adriana Kaegi - Ela Mesma
- Kid Creole - Ele Mesmo
- Taryn Hagey - Ela Mesma
- Greg Niebel - Guarda da Cadeia # 1
- Janique Svedberg - Ela Mesma
- Kenny Scott Carrie - Guarda Da Cadeia # 2

### Dançarinos
- Angel Morsi
- Patrícia Dutra
- Sylvia Guerrero
- Lucy Miller
- Marissa Carpenter
- Roberto Pinheiro
- Bakari Santos
- Jesus Fuentes
- Cláudia de Andrade
- Nilson Reis
- M. R. Flechter

### Dublês
- Barbara Anne Klein - Nisa
- Steve Neale - Jason

## Trilha Sonora
- Chorando Se Foi (Lambada) - Kaoma
- Lambada A La Creole - Kid Creole and the Coconuts
- Automatic - Kid Creole and the Coconuts
- It's A Horror - Kid Creole and The Coconuts
- You And Me Alone - Mendy Lee
- Lambada: The Forbidden Dance - José Feliciano
- Always You - Joyce Kennedy
- Limba Limba Lambada - Reginaldo Pi
- Capoeira - The Dream Machine
- BH Disco - Bob Midoff
- Good Girls Like Bad Boys - Victor Merino
- Hand To Hold You Over - Mara Getz
- Last Lover - Gene Evaro
- Reaction To Passion - Gene Evaro
- It's Never Too Late - Jeff Harper
- Stop Look Listen And Think - Expose